# Црква Светог Николе у Добановцима
Црква Светог Николе у Добановцима, насељу на територији Градске општине Сурчин, подигнута је 1803. године. Представља непокретно културно добро као споменик културе.

## Архитектура цркве
Црква у Добановцима је посвећена преносу моштију светог оца Николаја, подигнута је на месту раније постојећих цркава из 18. века. Изграђена је у стилу класицизма с ретардираним елементима барока као правоугаона једнобродна грађевина с полукружном апсидом и четвртастим, двоспратним, барокно обликованим звоником. Има све типичне одлике цркава подигнутих у овом делу Срема крајем 18. до почетка 19. века.

## Иконостас
Иконостас цркве и украсну резбарену дрвенарију високог квалитета израдио је 1836. године Георгије Девић, познати војвођански резбар. Иконе на иконостасу радио је од 1841 до 1842. године познати српски сликар из 19. века Петар Чортановић. Богат фонд покретних предмета чине ретке иконе, црквени намештај, старе штампане књиге из 18. века и протоколи рођених, венчаних и умрлих из 18. 19. и 20. века.
У непосредној близини цркве налази се стара вероисповедна школа, основана при овој цркви и саграђена у исто време као најстарија просветна установа у околини. У цркви је сачуван део културне историје југоисточног Срема.